# Štefanija od Navare
Kraljica Štefanija (šp. Estefanía; eng. Stephanie) bila je kraljica srednjovjekovne Pamplone kao žena kralja Garcíje Sáncheza od Nájere. Ova misteriozna žena umrla je nakon 1066. godine. Nije uopće poznato kada je rođena.
Njezina je prethodnica bila kraljica Mayor.

## Podrijetlo
Premda njezini roditelji zapravo nisu više poznati, postoji pretpostavka da su to bili grof Bernard Rogerije i njegova supruga, grofica Garsenda (Gersenda).

## Brak
Štefanija je bila supruga kralja Garcije.

### Djeca
- Sančo IV. Navarski
- Ramiro Garcés, knez Calahorre
- Ferdinand Garcés, knez Buceste
- Rajmond Garcés "bratoubojica" (Ramón el Fratricida), knez Murilla i Camerose
- Ermesinda Garcés, udana za Fortúna Sáncheza de Yarnoza
- Mayor Garcés
- Uraka Garcés (umrla 1108.), udana za kastilskog grofa Garcíju Ordóñeza
- Jimena